# Drømmepigen (film fra 1998)
 For alternative betydninger, se Drømmepigen. (Se også artikler, som begynder med Drømmepigen)
Drømmepigen er en dansk dokumentarfilm fra 1998, der er instrueret af Frode Højer Pedersen.

## Handling
Filmen handler om gadepiger i Brasilien. Den 11-årige Tatiana er stukket af hjemmefra. Nu lever hun på gaden sammen med Paloma og en gruppe børn. Livet i Rio de Janeiros gader har mange farer, og en dag finder hun ud af, at der må gøres noget for ikke at gå til bunds i storbyens jungle.